# Tricia Helfer
Tricia Helfer (n. 11 aprilie 1974, Donalda, Alberta) este un fotomodel și o actriță canadiană.

## Date biografice
Tricia Helfer ajunge deja la 17 ani în branșa modei, fiind descoperită pe când stătea la rând în fața unui cinematograf. Ea va câștiga în anul 1982 titlul de Ford Supermodel of the World Contest care a avut loc în Los Angeles. După acest succes, are o ascensiune fulminată în domeniul modei, ea va apare în magazine de modă ca Elle, Vogue și Cosmopolitan. Purtând la prezentări de mode hainele create de firme ca Ralph Lauren, Chanel, Giorgio Armani, Versace, Dolce & Gabbana, Victoria’s Secret și Christian Dior. Pe lângă acestea apare ca moderatoare TV într-un program canadian de modă. Va debuta ca actriță în anul 1999 și va juca în serialul TV, Roswell.
În anul 2002 se mută la Los Angeles, unde a început o carieră în cinematografie, jucând în câteva episoade a serilului Jeremiah, Supernatural și CSI (Crime Scene Investigation). Devine actriță cu renume în 2003 când a jucat în fimul serial de ficțiune Battlestar Galactica. Din mai 2002 este din nou în Canada, unde va începe cariera de producătoare de filme și moderatoare în programul Canada's Next Top Model. În anul 2007 joacă cu succes un rol într-un film pentru jocuri de computer ( Command & Conquer 3: Tiberium Wars), ulterior în thrilerul Walk All Over Me (2007), iar mai târziu în serialul TV Burn Notice. În anul 2009 va juca în filmul serial Warehouse 13.

## Filmografie

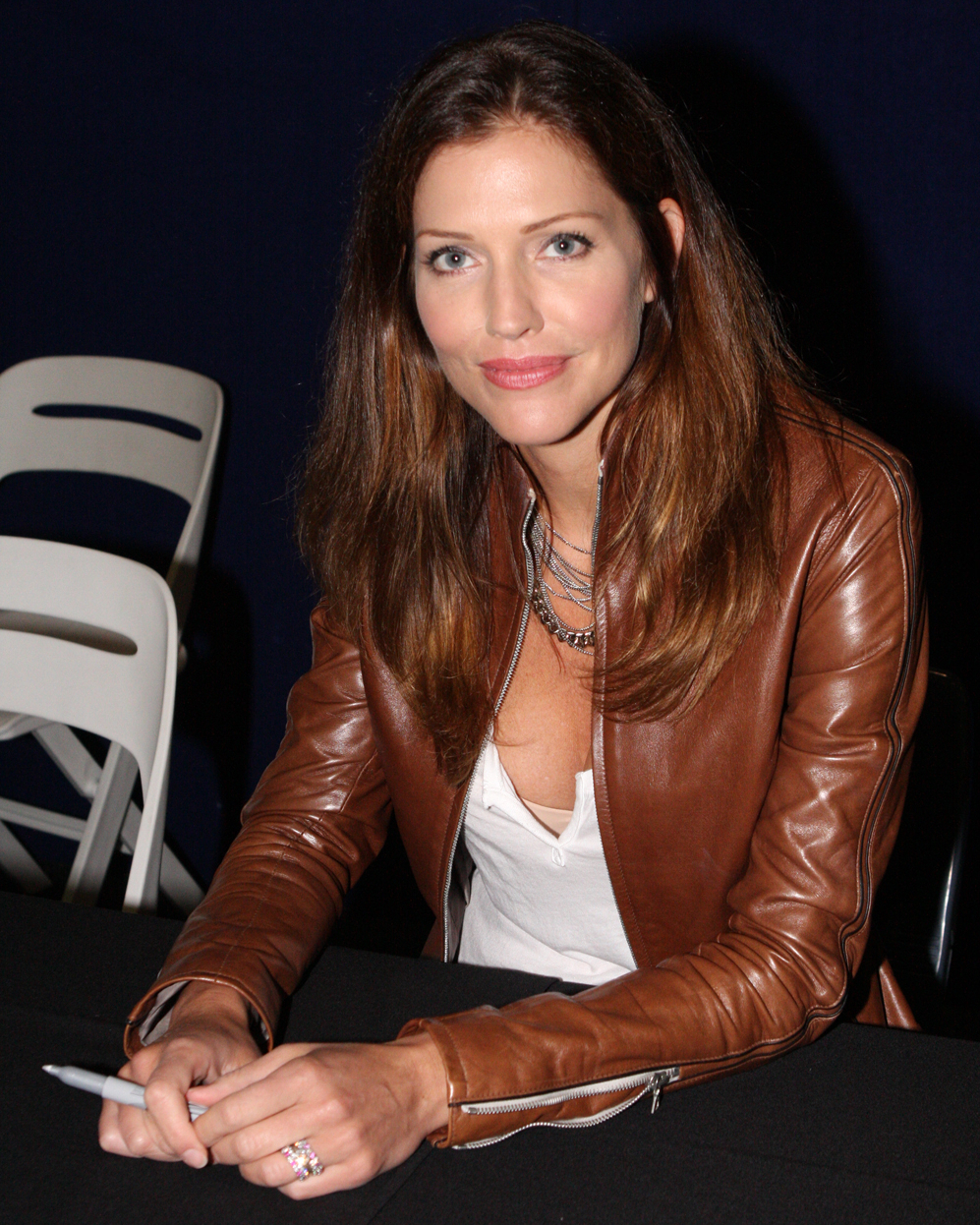
Helfer la Supernova Pop Culture Expo Hits Sydney, Australia 2012

### Film
| An   | Film                                                          | Rol              | Note                |
| ---- | ------------------------------------------------------------- | ---------------- | ------------------- |
| 2000 | Eventual Wife                                                 | Inga             | Scurtmetraj         |
| 2003 | White Rush                                                    | Eva              |                     |
| 2004 | Behind the Camera: The Unauthorized Story of Charlie's Angels | Farrah Fawcett   | Film de televiziune |
| 2006 | The Genius Club                                               | Ally Simon       |                     |
| 2006 | Memory                                                        | Stephanie Jacobs |                     |
| 2007 | Spiral                                                        | Sasha            |                     |
| 2007 | The Green Chain                                               | Leila Cole       |                     |
| 2007 | Walk All Over Me                                              | Celene           |                     |
| 2007 | Battlestar Galactica: Razor                                   | Number Six       | Film de televiziune |
| 2008 | Inseparable                                                   | Rae Wicks        |                     |
| 2009 | Green Lantern: First Flight                                   | Boodikka         | Voce                |
| 2009 | Battlestar Galactica: The Plan                                | Number Six       | Film de televiziune |
| 2009 | Hidden Crimes                                                 | Julia Carver     | Film de televiziune |
| 2009 | Open House                                                    | Lila             |                     |
| 2010 | A Beginner's Guide to Endings                                 | Miranda          |                     |
| 2011 | Bloodwork                                                     | Dr. Wilcox       |                     |
| 2011 | Mistletoe over Manhattan                                      | Lucy Martel      | Film de televiziune |
| 2011 | PostHuman                                                     | Kali (voce role) | Scurtmetraj         |
| 2012 | The Forger                                                    | Sasha            |                     |
| 2012 | Scent of the Missing                                          | Susannah         | Film de televiziune |
| 2012 | Scribble                                                      | Sigrid Hagenguth |                     |
| 2012 | 37                                                            | Christina        |                     |
| 2013 | Finding Christmas                                             | Ryan Harrison    | Film de televiziune |
| 2014 | Authors Anonymous                                             | Sigrid Hagenguth |                     |

### Televiziune

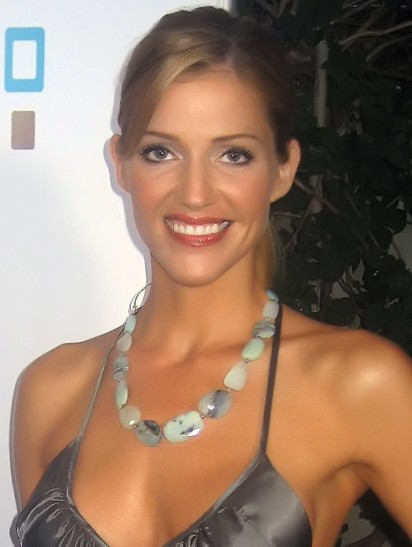
Helfer în septembrie 2008

| An        | Emisiune TV                          | Rol                            | Note                                      |
| --------- | ------------------------------------ | ------------------------------ | ----------------------------------------- |
| 2002      | Jeremiah                             | Sarah                          | Episodul: "The Long Road: Part 1"         |
| 2002      | CSI                                  | Ashleigh James                 | Episodul: "The Hunger Artist"             |
| 2003      | Battlestar Galactica                 | Numărul Șase                   | Mini-serial TV                            |
| 2006      | The Collector                        | Janis Eisner                   | Episodul: "The V.J."                      |
| 2006      | Canada's Next Top Model              | Gazdă, în juriu                | Cycle 1                                   |
| 2007      | Them                                 | Naomi Tyler Moore              | Pilot TV                                  |
| 2007      | Supernatural                         | Molly McNamara                 | Episodul: "Roadkill"                      |
| 2009      | The Dealership                       | Rachel Carson                  | TV pilot                                  |
| 2007–2009 | Burn Notice                          | Carla                          | 8 episoade                                |
| 2008–2009 | The Spectacular Spider-Man           | Felicia Hardy/Black Cat (voce) | 3 episoade                                |
| 2004–2009 | Battlestar Galactica                 | Number Six                     | Rol principal                             |
| 2009      | Chuck                                | Alex Forrest                   | Episodul: "Chuck Versus the Broken Heart" |
| 2009      | Warehouse 13                         | Bonnie Belski                  | Episodul: "Resonance"                     |
| 2010      | The Super Hero Squad Show            | Sif (voce)                     | Episodul: "O, Brother!"                   |
| 2010      | Human Target                         | Stephanie Dobbs                | Episodul: "Pilot"                         |
| 2010      | Dark Blue                            | Alex Rice                      | 10 episoade                               |
| 2010      | Lie to Me                            | Naomi Russell                  | Episodul: "Double Blind"                  |
| 2010      | The Whole Truth                      | Bitsie Katz                    | Episodul: "Liars"                         |
| 2011      | No Ordinary Family                   | Sophie Adler                   | Episodul: "No Ordinary Love"              |
| 2011      | Scooby-Doo! Mystery Incorporated     | Amanda Smyth/Aphrodite (voce)  | Episodul: "Where Walks Aphrodite"         |
| 2011      | Franklin & Bash                      | Brett Caiman                   | Episodul: "Go Tell It on the Mountain"    |
| 2009–2011 | Two and a Half Men                   | Gail                           | 3 episoade                                |
| 2011      | 17th Precinct                        | Morgana Kurlansky              | Pilot TV                                  |
| 2012      | The Firm                             | Alex Clark                     | Personaj secundar                         |
| 2012      | Criminal Minds                       | Izzy Rogers                    | 2 episoade                                |
| 2012      | Husbands                             | Pillow Girl #2                 | 2 episoade                                |
| 2012      | Battlestar Galactica: Blood & Chrome | Cylon Prototype                | Episodul: "Pilot"                         |
| 2012–2013 | Tron: Uprising                       | The Grid (voce)                | Personaj principal                        |
| 2013      | Community                            | Lauren                         | Episodul: "Conventions of Space and Time" |
| 2014      | Killer Women                         | Molly Parker                   | Personaj principal                        |
| 2014      | The Librarians                       | Ms. Willis                     | Episodul: "And the Horns of a Dilemma"    |
| 2014      | Ascension                            | Viondra Denninger              | Personaj principal; în producție          |

### Jocuri video
| An   | Titlu                              | Rol                     |
| ---- | ---------------------------------- | ----------------------- |
| 2007 | Command & Conquer 3: Tiberium Wars | Kilian Qatar            |
| 2007 | Command & Conquer 3: Kane's Wrath  | Kilian Qatar            |
| 2008 | Spider-Man: Web of Shadows         | Felicia Hardy/Black Cat |
| 2009 | Halo 3: ODST                       | Captain Veronica Dare   |
| 2010 | Mass Effect 2                      | EDI                     |
| 2010 | StarCraft II: Wings of Liberty     | Sarah Kerrigan          |
| 2012 | Mass Effect 3                      | EDI                     |
| 2013 | StarCraft II: Heart of the Swarm   | Sarah Kerrigan          |
| 2013 | Marvel Heroes                      | Black Cat               |